# اوسکو
اوسکو (به مجاری: Oszkó) یک شهرداری در مجارستان است که در واش واقع شده‌است. اوسکو ۲۰٫۳۱ کیلومتر مربع مساحت و ۶۵۲ نفر جمعیت دارد.